# Paolo Ramírez
Paolo Alberto Ramírez González (Quilpué, Región de Valparaíso, Chile; 6 de octubre de 1992), más conocido como Paolo Ramírez o por su nombre artístico Tito Rey; es un cantante chileno radicado en los Estados Unidos.
Se hizo conocido por sus participaciones en programas de talentos en televisión como Rojo, Fama Contrafama, en donde obtuvo el primer lugar en la categoría de cantantes en la temporada 2007; Factor X Chile, en dónde obtuvo el quinto lugar; El retador Chile, en donde fue aspirante a retador de canto; y The Voice Chile, en donde fue parte del equipo de Francisca Valenzuela; además de participar en la serie de televisión de telerrealidad estadounidense Q'Viva! The Chosen.

## Biografía

### Rojo fama contrafama
Paolo Ramírez nació en 1992 en Quilpué entró por primera vez a la atención del público a la edad de 14 años cuando participó en el programa de televisión chileno Rojo fama contrafama. Fue en la serie Rojo II 2007. Ramírez ganó el primer lugar en la categoría Cantantes en el mismo día de su cumpleaños número 15.

### X Factor(Chile)
A los 18 años, Ramírez entró en otro concurso, esta vez en la mayor producción de Televisión Nacional de Chile (TVN) Factor X en su primera temporada lanzada en marzo de 2011, donde fue finalista en la categoría de "menores de 25" (14–24 years).
Hizo una audición para el programa con "I Believe I Can Fly" de R. Kelly ganando grandes elogios del jurado. Durante los talleres, cantó "Chains of Fools" de Aretha Franklin se convirtió en uno de los finalistas, donde fue apadrinado por el músico de rock argentino Zeta Bosio, exmiembro de Soda Stereo.
Sus diversas interpretaciones durante la competencia fueron:
- 7 de abril de 2011 (Gala 1 -- Personal choice): "Superstition" de Stevie Wonder (a salvo).
- 11 de abril de 2011 (Gala 2 -- Top 20 songs): "Rock With You" de Michael Jackson (a salvo).
- 14 de abril de 2011 (Gala 3 -- Dance music): "Paradise City" de Guns N' Roses (a salvo).
- 18 de abril de 2011 (Gala 4 -- Greatest hits of all time): "Aquí estoy yo" de Luis Fonsi (a salvo).
- 21 de abril de 2011 (Gala 5 -- Free choice): "Kiss" de Prince and The Revolution (a salvo).
- 25 de abril de 2011 (Gala 6 -- Songs from the 1980s): "Persiana americana" de Soda Stereo (Bottom 2, a salvo).
- 28 de abril de 2011 (Gala 7 -- Songs from Viña del Mar International Song Festival): "Every Little Thing She Does Is Magic" de The Police (a salvo).
- 2 de mayo de 2011 (Gala 8 -- Ballads): "Play That Funky Music" de Robert Parissi (Eliminado por votación del público).

Terminó 4.º en general en la competición.

### Televisión estadounidense:Q'Viva! The Chosen
Para el público estadounidense, Ramírez es más conocido por haber realizado una audición improvisada afuera del vehículo de Jennifer López en la serie de televisión de telerrealidad de 2012 Q'Viva! The Chosen, durante su visita a Santiago, Chile en busca de talento local para ese programa.
Interpretó para Jennifer Lopez, Marc Anthony y Jamie King con el fin de ganar un lugar permanente en el Q'Viva live show en Las Vegas. En el momento en que cantó "Te Recuerdo Amanda", compuesto y popularizado por Víctor Jara.
En la audición en Los Ángeles, cantó "Volver a Amar", una canción de Cristian Castro.